# غواص‌سوسکان
غواص‌سوسکان (نام علمی: Dytiscidae) نام یک تیره از زیرراسته پرخواران است.